# Bagrat III d'Imerècia
Bagrat III va néixer el 23 de setembre de 1495 i era el fill gran i fou el successor d'Alexandre II d'Imerècia el 1510. Va morir el 1565.
En el seu temps arribaren els otomans. El 1533 els mthavaris (grans senyors) de Mingrèlia i Gúria van atacar sense èxit l'Abkhàzia Menor, que s'havia sotmès als otomans. El 1535 el rei va conquerir el Samtskhé, i els senyors del país (thavadis) demanaren ajuda a l'Imperi Otomà, però l'exèrcit enviat algun temps després va ser derrotat i rebutjat per Bagrat. El soldà va enviar llavors als governadors de Erzerum i Diyarbekir amb un fort exèrcit. El mthavari de Mingrèlia i Abkhàzia, Levan I Dadiani va abandonar al rei, així com els aznauris de Meskhètia, i així els turcs van triomfar a la batalla de Sokhoista, a la província de Bassiani a l'extrem sud-oest de Geòrgia. Quasi tot el Samtskhé fou ocupat pels invasors. En represàlia poc temps després el rei va convidar Levan I a una recepció i el va fer empresonar. Un intent similar amb el mthavari de Guria, no va reeixir. Levan es va poder escapar amb l'ajuda dels senyor locals de Mingrélia i des de llavors Mingrélia i Guria no van obeir més al rei d'Imerècia. Poc temps després els otomans van conquerir la resta del Samtskhé, Adjara i la Tsanétia o Txanétia, i es van avançar pel nord cap a Abkhàzia.